# آنجلا پلات
آنجلا پلات (انگلیسی: Angela Platt؛ زادهٔ ۲۹ مهٔ ۱۹۷۹) بازیکن فوتبال اهل بریتانیا است.